# Motmoter
Motmoter (Momotidae) är en familj tropiska fåglar tillhörande ordningen praktfåglar. Motmoterna är nära besläktade med kungsfiskarna men förekommer endast i Mellan- och Sydamerika.
Turkosbrynad motmot (Eumomota superciliosa) är Nicaragua och El Salvadors nationalfågel (känd som guardabarranco, "ravinvakt"  i Nicaragua och Torogoz i El Salvador).

## Egenskaper
De i familjen ingående fåglarna är 17–50 cm långa, övervägande gröna fåglar med teckningar i blått, svart m. fl. färger. De häckar i upp till 2,5 m djupa gångar i branta sluttningar i skogsbryn och dungar. Födan utgörs framför allt av insekter, bl. a. stora dagfjärilar.

## Systematik
Numera urskiljs 14 arter i familjen i följande släkten:
- Släkte Hylomanes – dvärgmotmot
- Släkte Eumomota – turkosbrynad motmot
- Släkte Electron – 2 arter
- Släkte Aspatha – blåstrupig motmot
- Släkte Baryphthengus – 2 arter
- Släkte Momotus – 7 arter